# Kim Reynoldsová
Kimberly Kay Reynoldsová (* 4. srpna 1959 St. Charles, Iowa) je americká politička a členka Republikánské strany, od května 2017 guvernérka Iowy.
V letech 2009 až 2011 byla členkou iowského Státního senátu. V roce 2011 ji tehdejší guvernér Terry Branstad jmenoval do funkce viceguvernérky, v níž působila do května 2017. Branstad totiž na funkci guvernéra rezignoval poté, co byl jmenován velvyslancem Spojených států amerických v Číně.
V řádných volbách v roce 2018 byla Reynoldsová zvolena guvernérkou, když o necelá 3 % hlasů porazila demokrata Freda Hubella. Guvernérskou funkci pak úspěšně obhájila v roce 2022, když kandidovala proti demokratce Deidre DeJearové. Od listopadu 2022 do prosince 2023 působila jako předsedkyně Asociace republikánských guvernérů, když ve funkci nahradila Douga Duceyho a Peta Rickettse. V prosinci 2023 ji ve funkci nahradil guvernér Tennessee Bill Lee.
Od roku 1982 je vdaná, má tři děti.